# Yūto Maeda
Yūto Maeda (japanisch 前田 悠斗 Maeda Yūto; * 22. November 1994 in der Präfektur Hyōgo) ist ein ehemaliger japanischer Fußballspieler.

## Karriere
Maeda erlernte das Fußballspielen in der Schulmannschaft der Higashiyama High School und der Universitätsmannschaft der Sangyō-Universität Kyōto. Seinen ersten Vertrag unterschrieb er 2017 beim AC Nagano Parceiro. Der Verein spielte in der dritthöchsten Liga des Landes, der J3 League. Für den Verein absolvierte er zwei Ligaspiele. 2019 wechselte er nach Osaka zum Viertligisten FC Osaka. Am Ende der Saison wurde er mit Osaka Vizemeister der vierten Liga und stieg somit in die dritte Liga auf. Nach dem Aufstieg und 69 Ligaspielen für Osaka beendete er am Ende der Saison 2022 seine Karriere als Fußballspieler.